# Memorial Rik Van Steenbergen 1997
Il Memorial Rik Van Steenbergen 1997, settima edizione della corsa, si svolse il 6 agosto 1997 su un percorso di 205 km, con partenza e arrivo ad Aartselaar. Fu vinto dal belga Andrei Tchmil della Lotto-Mobistar-Isoglass davanti ai suoi connazionali Hans De Meester e Robbie Vandaele.

## Ordine d'arrivo (Top 10)
| Pos. | Corridore          | Squadra                 | Tempo    |
| ---- | ------------------ | ----------------------- | -------- |
| 1    | Andrei Tchmil      | Lotto-Mobistar-Isoglass | 4h46'45" |
| 2    | Hans De Meester    | Palmans-Lystex          | a 47"    |
| 3    | Robbie Vandaele    | Ipso-Euroclean          | s.t.     |
| 4    | Maarten den Bakker | TVM-Farm Frites         | a 50"    |
| 5    | Hans de Clercq     | Palmans-Lystex          | a 1'36"  |
| 6    | Rik Van Slycke     | RDM-Asfra-Sitra         | a 1'39"  |
| 7    | Scott McGrory      |                         | a 1'44"  |
| 8    | Ralf Grabsch       | P.S.V. Köln             | s.t.     |
| 9    | Max van Heeswijk   | Rabobank                | s.t.     |
| 10   | Erik Dekker        | Rabobank                | s.t.     |